# Командующие войсками фронтов в годы Великой Отечественной войны
Командующие войсками фронтов — высшие советские военачальники, руководившие оперативно-стратегическими объединениями войск в оборонительных и наступательных операциях Великой Отечественной войны.
В список включены все генералы, которые постоянно или временно исполняли должность командующего фронтом. 9 военачальников из числа представленных в списке погибли во время войны. В таблице они выделены  серым цветом . 7 человек погибли или скончались от ранений, полученных в бою, один был репрессирован (Д. Г. Павлов) и один покончил с собой во избежание плена (М. Г. Ефремов). Список разделён на два раздела, в каждом из которых фамилии следуют в алфавитном порядке.

## Командующие наземными фронтами
|                                                                                                   | Имя                                    | Портрет | Годы жизни | Должность и звание перед началом войны                                                      | Фронт | Крупнейшие сражения и операции |
| ------------------------------------------------------------------------------------------------- | -------------------------------------- | ------- | ---------- | ------------------------------------------------------------------------------------------- | --- | --- |
|                                                                                                   | Иосиф Родионович Апанасенко            |         | 1890—1943  | Командующий Дальневосточным фронтом, генерал армии                                          | Дальневосточный (14 января 1941 — 25 апреля 1943) | |
|                                                                                                   | Павел Артемьевич Артемьев              |         | 1897—1979  | Начальник Управления оперативных войск НКВД, генерал-лейтенант                              | Можайской линии обороны (18 июля — 30 июля 1941) Московский резервный (9 октября — 12 октября 1941) Московская зона обороны (3 декабря 1941 — 1 октября 1943) | Битва за Москву |
| Герой Советского Союза · Герой Советского Союза                                                   | Иван Христофорович Баграмян            |         | 1897—1982  | Начальник оперативного отдела штаба Киевского особого военного округа, полковник            | 1-й Прибалтийский (20 ноября 1943 — 24 февраля 1945) 3-й Белорусский (27 апреля — 15 августа 1945) | Городокская наступательная операция, Витебская наступательная операция, Белорусская наступательная операция, Прибалтийская наступательная операция, Курляндский котёл, Восточно-Прусская наступательная операция |
|                                                                                                   | Иван Александрович Богданов            |         | 1897—1942  | Начальник Управления погранвойск НКВД Белорусского округа                                   | резервных армий (группа армий Резерва ставки ВГК) (26 июня — 25 июля 1941) | |
| Герой Советского Союза · Герой Советского Союза · Герой Советского Союза                          | Семён Михайлович Будённый              |         | 1883—1973  | 1-й заместитель Наркома обороны СССР, маршал Советского Союза                               | Резервный (13 сентября — 12 октября 1941) Северо-Кавказский (20 мая — 3 сентября 1942) | Битва за Москву, Битва за Кавказ |
| Герой Советского Союза · Герой Советского Союза                                                   | Александр Михайлович Василевский       |         | 1895—1977  | Заместитель начальника Оперативного управления Генерального штаба РККА, генерал-майор       | 3-й Белорусский (20 февраля — 26 апреля 1945) | Восточно-Прусская наступательная операция |
| Герой Советского Союза                                                                            | Николай Фёдорович Ватутин              |         | 1901—1944  | Начальник Оперативного управления Генерального штаба РККА, генерал-лейтенант                | Воронежский (14 июля — 22 октября 1942) Юго-Западный (25 октября 1942 — 27 марта 1943) Воронежский (28 марта — 20 октября 1943) 1-й Украинский (20 октября 1943 — 2 марта 1944) | Сталинградская битва, Ворошиловградская операция, Третья битва за Харьков, Курская битва, Битва за Днепр, Днепровско-Карпатская операция |
| Герой Советского Союза · Герой Советского Союза                                                   | Климент Ефремович Ворошилов            |         | 1881—1969  | Председатель Комитета обороны при Совете Народных Комиссаров СССР, маршал Советского Союза  | Ленинградский (5 — 12 сентября 1941) | Ленинградская оборонительная операция |
| Герой Советского Союза                                                                            | Леонид Александрович Говоров           |         | 1897—1955  | Начальник Военной академии имени Ф. Э. Дзержинского, генерал-майор артиллерии               | Ленинградский (10 июня 1942 — 24 июля 1945) 2-й Прибалтийский (9 февраля — 31 марта 1945) | Синявинская наступательная операция, Операция «Искра», Операция «Полярная Звезда», Мгинская операция, Ленинградско-Новгородская операция, Бои на Нарвском плацдарме, Выборгско-Петрозаводская наступательная операция, Прибалтийская наступательная операция, Курляндский котёл                                                                       |
|                                                                                                   | Филипп Иванович Голиков                |         | 1900—1980  | Начальник ГРУ, генерал-лейтенант                                                            | Брянский (2 апреля — 7 июля 1942) Воронежский (9 — 14 июля 1942 и 22 октября 1942 — 28 марта 1943) | Воронежско-Ворошиловградская операция, Воронежско-Харьковская наступательная операция, Третья битва за Харьков |
| Герой Советского Союза                                                                            | Василий Николаевич Гордов              |         | 1896—1950  | Начальник штаба Приволжского военного округа, генерал-майор                                 | Сталинградский (23 июля — 12 августа 1942) | Оборонительные операции в начальной фазе Сталинградской битвы |
| Герой Советского Союза                                                                            | Андрей Иванович Ерёменко               |         | 1892—1970  | 21 июня 1941 года сдал командование 1-й отдельной Краснознамённой армией, генерал-лейтенант | Западный (30 июня — 2 июля 1941 и 19 — 29 июля 1941) Брянский (16 августа — 13 октября 1941) Юго-Восточный (7 августа — 28 сентября 1942) Сталинградский (28 сентября — 31 декабря 1942) Южный (1 января — 2 февраля 1943) Калининский (25 апреля — 19 октября 1943) 1-й Прибалтийский (20 октября — 19 ноября 1943) 2-й Прибалтийский (23 апреля 1944 — 4 февраля 1945) 4-й Украинский (26 марта — 31 июля 1945) | Смоленское сражение, Битва за Москву, Сталинградская битва, Ростовская наступательная операция, Смоленская наступательная операция, Режицко-Двинская наступательная операция, Прибалтийская наступательная операция, Курляндский котёл, Моравско-Остравская наступательная операция, Пражская наступательная операция                                 |
| Герой Российской Федерации                                                                        | Михаил Григорьевич Ефремов             |         | 1897—1942  | 1-й заместитель генерал-инспектора пехоты РККА, генерал-лейтенант                           | Центральный (7 — 25 августа 1941) | Смоленское сражение |
| Герой Советского Союза · Герой Советского Союза · Герой Советского Союза · Герой Советского Союза | Георгий Константинович Жуков           |         | 1896—1974  | Начальник Генерального штаба РККА, генерал армии                                            | Резервный (30 июля — 12 сентября 1941) Ленинградский (13 сентября — 10 октября 1941) Западный (13 октября 1941 — 26 августа 1942) 1-й Украинский (2 марта — 24 май 1944) 1-й Белорусский (16 ноября 1944 — 10 июня 1945) | Смоленское сражение, Ленинградская оборонительная операция, Битва за Москву, Ржевская битва, Днепровско-Карпатская операция, Висло-Одерская наступательная операция, Восточно-Померанская наступательная операция, Берлинская наступательная операция                                                                                                 |
|                                                                                                   | Георгий Фёдорович Захаров              |         | 1897—1957  | Начальник штаба Уральского военного округа, генерал-майор                                   | Брянский (14 октября — 10 ноября 1941) 2-й Белорусский (6 июня — 17 ноября 1944) | Орловско-Брянская оборонительная операция, Белорусская наступательная операция, Ломжа-Ружанская наступательная операция |
| Герой Советского Союза                                                                            | Михаил Петрович Кирпонос               |         | 1892—1941  | Командующий Киевским Особым военным округом, генерал-полковник                              | Юго-Западный (22 июня — 20 сентября 1941) | Битва за Дубно — Луцк — Броды, Сражение под Уманью, Киевская оборонительная операция |
|                                                                                                   | Михаил Прокофьевич Ковалёв             |         | 1897—1967  | Командующий войсками Забайкальского военного округа                                         | Забайкальский (15 сентября 1941 — 12 июля 1945) | |
|                                                                                                   | Дмитрий Тимофеевич Козлов              |         | 1896—1967  | Командующий Закавказским военным округом                                                    | Закавказский (23 августа — 30 декабря 1941) Кавказский (30 декабря 1941 — 28 января 1942) Крымский (28 января — 19 мая 1942) | Керченско-Феодосийская десантная операция, Керченская оборонительная операция |
| Герой Советского Союза · Герой Советского Союза                                                   | Иван Степанович Конев                  |         | 1897—1973  | Командующий войсками Северо-Кавказского военного округа, генерал-лейтенант                  | Западный (12 сентября — 12 октября 1941 и 26 августа 1942 — 27 февраля 1943) Калининский (19 октября 1941 — 26 августа 1942) Северо-Западный (14 марта — 22 июня 1943) Степной (9 июля — 20 октября 1943) 2-й Украинский (20 октября 1943 года — 21 мая 1944) 1-й Украинский (24 мая 1944 — 10 июня 1945) | Битва за Москву, Ржевская битва, Операция «Полярная Звезда», Курская битва, Битва за Днепр, Днепровско-Карпатская операция, Львовско-Сандомирская операция, Восточно-Карпатская операция, Висло-Одерская операция, Нижнесилезская операция, Верхнесилезская операция, Берлинская наступательная операция, Пражская наступательная операция            |
|                                                                                                   | Фёдор Яковлевич Костенко               |         | 1896—1942  | Командующий 26-й армией, генерал-лейтенант                                                  | Юго-Западный (18 декабря 1941 — 8 апреля 1942) | Барвенково-Лозовская наступательная операция |
|                                                                                                   | Фёдор Исидорович Кузнецов              |         | 1898—1961  | Командующий Прибалтийским особым военным округом,                                           | Северо-Западный (22 июня — 30 июня 1941) Центральный (26 июля — 7 августа 1941) | Прибалтийская оборонительная операция, Смоленское сражение |
| Герой Советского Союза                                                                            | Павел Алексеевич Курочкин              |         | 1900—1989  | Командующий войсками Орловского военного округа                                             | Северо-Западный (23 августа 1941 — 5 октября 1942 и 23 июня — 20 ноября 1943) 2-й Белорусский (17 февраля — 5 апреля 1944) | Оборона Ленинграда, Торопецко-Холмская операция, Демянская наступательная операция 1942 года, Днепровско-Карпатская операция |
| Герой Советского Союза · Герой Советского Союза                                                   | Родион Яковлевич Малиновский           |         | 1898—1967  | Командир 48-го стрелкового корпуса, генерал-майор                                           | Южный (24 декабря 1941 — 28 июля 1942 и 2 февраля — 22 марта 1943) Юго-Западный (27 марта — 20 октября 1943) 3-й Украинский (20 октября 1943 — 15 мая 1944) 2-й Украинский (22 мая 1944 — 10 июня 1945) Забайкальский (12 июля — 9 октября 1945) | Воронежско-Ворошиловградская операция, Барвенково-Лозовская операция, Харьковское сражение 1942 года, Битва за Кавказ, Битва за Днепр, Днепровско-Карпатская операция, Ясско-Кишинёвская операция, Бухарестско-Арадская операция, Дебреценская операция, Будапештская операция, Венская наступательная операция, Маньчжурская наступательная операция |
| Герой Советского Союза                                                                            | Иван Иванович Масленников              |         | 1900—1954  | Заместитель наркома внутренних дел СССР, генерал-лейтенант                                  | Северо-Кавказский (24 января — 13 мая 1943) 3-й Прибалтийский (21 апреля — 16 октября 1944) | Битва за Кавказ, Псковско-Островская операция, Прибалтийская наступательная операция |
| Герой Советского Союза                                                                            | Кирилл Афанасьевич Мерецков            |         | 1897—1968  | Заместитель наркома обороны СССР, генерал армии                                             | Волховский (17 декабря 1941 — 23 апреля 1942 и 9 июня 1942 — 15 февраля 1944) Карельский (22 февраля — 15 ноября 1944) 1-й Дальневосточный (5 августа — 1 октября 1945) | Любанская наступательная операция, Синявинская наступательная операция, Операция «Искра», Операция «Полярная Звезда», Мгинская операция, Ленинградско-Новгородская операция, Выборгско-Петрозаводская операция, Петсамо-Киркенесская операция, Маньчжурская наступательная операция                                                                   |
|                                                                                                   | Дмитрий Григорьевич Павлов             |         | 1897—1941  | Командующий Западным особым военным округом, генерал армии                                  | Западный (22 июня — 30 июня 1941) | Белостокско-Минское сражение |
| Герой Советского Союза                                                                            | Иван Ефимович Петров                   |         | 1896—1958  | Командир 27-го механизированного корпуса, генерал-майор                                     | Северо-Кавказский (13 мая — 20 ноября 1943) 2-й Белорусский (24 апреля — 6 июня 1944) 4-й Украинский (5 августа 1944 — 26 марта 1945) | Битва за Кавказ, Львовско-Сандомирская операция, Восточно-Карпатская операция, Западно-Карпатская операция, Моравско-Остравская наступательная операция |
| Герой Советского Союза                                                                            | Михаил Петрович Петров                 |         | 1898—1941  | Командир 17-го механизированного корпуса, генерал-майор                                     | Брянский (7—10 октября 1941) | Орловско-Брянская оборонительная операция |
| Герой Советского Союза                                                                            | Маркиан Михайлович Попов               |         | 1902—1969  | Командующий войсками Ленинградского военного округа, генерал-лейтенант                      | Северный (24 июня — 23 августа 1941) Ленинградский (27 августа — 5 сентября 1941) Брянский (6 июня — 10 октября 1943) Прибалтийский (10 — 20 октября 1943) 2-й Прибалтийский (20 октября 1943 — 23 апреля 1944) | Оборона Заполярья, Оборона Ленинграда, Курская битва |
|                                                                                                   | Максим Алексеевич Пуркаев              |         | 1894—1953  | Начальник штаба Киевского особого военного округа                                           | Калининский (26 августа 1942 — 25 апреля 1943) Дальневосточный (25 апреля 1943 — 5 августа 1945) 2-й Дальневосточный (5 августа — 1 октября 1945) | Великолукская операция, Ржевско-Вяземская операция, Маньчжурская наступательная операция |
|                                                                                                   | Макс Андреевич Рейтер                  |         | 1886—1950  | Заместитель командующего войсками Северо-Кавказского военного округа                        | Брянский (28 сентябрь 1942 года — 12 марта 1943 и 28 марта — 5 июня 1943) Резервный (12 — 23 марта 1943) Курский (23 — 27 марта 1943) Орловский (27 — 28 марта 1943) | Воронежско-Касторненская операция |
| Герой Советского Союза · Герой Советского Союза                                                   | Константин Константинович Рокоссовский |         | 1896—1968  | Командир 9-го механизированного корпуса, генерал-майор                                      | Брянский (14 июля — 27 сентября 1942) Донской (30 сентября 1942 — 15 февраля 1943) Центральный (15 февраля — 20 октября 1943) Белорусский (20 октября 1943 года — 24 февраля 1944 и 2 — 12 апреля 1944) 1-й Белорусский (24 февраля — 2 апреля 1944 и 12 апреля — 16 ноября 1944) 2-й Белорусский (17 ноября 1944 — 10 июня 1945)                                                                                 | Сталинградская битва, Дмитриев-Севская операция, Курская битва, Битва за Днепр, Гомельско-Речицкая операция, Рогачевско-Жлобинская операция, Белорусская наступательная операция, Восточно-Прусская наступательная операция, Восточно-Померанская наступательная операция, Берлинская наступательная операция                                         |
|                                                                                                   | Дмитрий Иванович Рябышев               |         | 1894—1985  | Командир 8-го механизированного корпуса, генерал-лейтенант                                  | Южный (30 августа — 5 октября 1941) | Тираспольско-Мелитопольская и Донбасско-Ростовская оборонительные операции |
|                                                                                                   | Пётр Петрович Собенников               |         | 1894—1960  | Командующий 8-й армией                                                                      | Северо-Западный (3 июля — 23 августа 1941) | Ленинградская оборонительная операция |
| Герой Советского Союза                                                                            | Василий Данилович Соколовский          |         | 1897—1968  | Заместитель начальника Генерального штаба РККА, генерал-лейтенант                           | Западный (28 февраля 1943 года — 15 апреля 1944) | Ржевская битва, Курская битва, Смоленская наступательная операция, Оршанская наступательная операция, Витебская наступательная операция |
| Герой Советского Союза · Герой Советского Союза                                                   | Семён Константинович Тимошенко         |         | 1895—1970  | Народный комиссар обороны СССР, маршал Советского Союза                                     | Западный (2 — 19 июля 1941 и 30 июля — 12 сентября 1941) Юго-Западный (30 сентября — 18 декабря 1941 и 8 апреля — 12 июля 1942) Сталинградский (12 — 23 июля 1942) Северо-Западный (5 октября 1942 — 14 марта 1943) | Смоленское сражение, Киевская оборонительная операция, Донбасско-Ростовская оборонительная операция, Харьковская оборонительная операция, Битва за Москву, Ростовская наступательная операция, Вторая битва за Харьков, Воронежско-Ворошиловградская операция, Сталинградская битва, Операция «Полярная Звезда»                                       |
| Герой Советского Союза                                                                            | Фёдор Иванович Толбухин                |         | 1894—1949  | Начальник штаба Закавказского военного округа, генерал-майор                                | Южный (22 марта — 20 октября 1943) 4-й Украинский (20 октября 1943 года — 31 мая 1944) 3-й Украинский (15 мая 1944 — 10 июня 1945) | Миусская операция, Донбасская операция, Битва за Днепр, Днепровско-Карпатская, Крымская, Ясско-Кишинёвская, Белградская, Апатин-Капошварская, Будапештская, Венская, Грацско-Амштеттенская наступательные операции, Балатонская оборонительная операция                                                                                               |
| Герой Советского Союза                                                                            | Иван Владимирович Тюленев              |         | 1892—1978  | Командующий войсками Московского военного округа, генерал армии                             | Южный (25 июня — 30 августа 1941) Закавказский (15 мая 1942 — 23 августа 1945) | Битва за Кавказ |
| Герой Советского Союза                                                                            | Иван Иванович Федюнинский              |         | 1900—1977  | Командир 15-го стрелкового корпуса, полковник                                               | Ленинградский (11 — 26 октября 1941) | Синявинская наступательная операция |
|                                                                                                   | Валериан Александрович Фролов          |         | 1895—1961  | Командующий 14-й армией                                                                     | Карельский (1 сентября 1941 — 21 февраля 1944) | Оборона Заполярья |
|                                                                                                   | Михаил Семёнович Хозин                 |         | 1896—1979  | Начальник Военной академии имени М. В. Фрунзе                                               | Ленинградский (27 октября 1941 — 9 июня 1942) | Тихвинская наступательная и Тихвинская оборонительная операции, Любанская наступательная операция |
|                                                                                                   | Яков Тимофеевич Черевиченко            |         | 1894—1976  | Командующий 9-й армией, генерал-полковник                                                   | Южный (5 октября — 24 декабря 1941) Брянский (24 декабря 1941 — 2 апреля 1942) | Донбасско-Ростовская оборонительная операция, Битва за Москву |
| Герой Советского Союза · Герой Советского Союза                                                   | Иван Данилович Черняховский            |         | 1906—1945  | Командир 28-й танковой дивизии, полковник                                                   | Западный (15 — 24 апреля 1944) 3-й Белорусский (24 апреля 1944 — 18 февраля 1945) | Белорусская наступательная операция, Прибалтийская наступательная операция, Гумбиннен-Гольдапская наступательная операция, Восточно-Прусская наступательная операция |
| Герой Советского Союза                                                                            | Никандр Евлампиевич Чибисов            |         | 1892—1959  | Командующий войсками Одесского военного округа                                              | Брянский (7 — 13 июля 1942) | |

## Командующие фронтами противовоздушной обороны (ПВО)
| Имя                         | Портрет | Годы жизни | Должность и звание на начало войны               | Фронт | Крупнейшие сражения и операции |
| --------------------------- | ------- | ---------- | ------------------------------------------------ | --- | ------------------------------ |
| Михаил Степанович Громадин  |         | 1899—1962  | Командующий Московской зоной ПВО, генерал-майор  | Западный фронт ПВО (29 июня 1943 года — 29 марта 1944 года) Северный фронт ПВО (29 марта — 24 декабря 1944 года) Центральный фронт ПВО (с 24 декабря 1944 года до конца войны) |                                |
| Пётр Емельянович Гудыменко  |         | 1898—1953  | Командир 3-го корпуса ПВО                        | Закавказский фронт ПВО (с 29 марта 1944 года до конца войны) |                                |
| Даниил Арсентьевич Журавлёв |         | 1900—1974  | Командир 1-го корпуса ПВО                        | Московский фронт ПВО (5 апреля 1942 года — 29 июня 1943 года) Западный фронт ПВО (с 24 декабря 1944 года до конца войны)                                                       |                                |
| Гавриил Савельевич Зашихин  |         | 1898—1950  | Начальник ПВО Краснознамённого Балтийского флота | Восточный фронт ПВО (июнь 1943 года — 29 марта 1944 года) Южный фронт ПВО (29 марта — 24 декабря 1944 года) Юго-Западный фронт ПВО (с 24 декабря 1944 года до конца войны)     |                                |